# 直脉杜英
直脉杜英（学名：Elaeocarpus prunifolioides var. rectinervis）为杜英科杜英属下的一个变种。

## 扩展阅读
- 維基物種上的相關：直脉杜英